# 第二届云南省人民委员会
第二届云南省人民委员会是云南省第二届人民政府，任期自1958年至1964年，省长于一川。

## 历史
1958年11月6日，云南省第二届人民代表大会第一次会议选举出省长1人、副省长6人、委员38人，组成第二届云南省人民委员会:294。第二届云南省人民委员会任期内的政务纪要包括反右倾运动、大跃进运动、人民公社化运动、中缅联合勘界警卫作战、中缅边界议定、第二个五年计划等:475-490。

## 组成人员
- 省长：于一川
- 副省长：刘明辉、张冲、吴作民、刘卓甫（至1962年5月）、郭超、刘披云、刘林元（自1962年6月起）、张天放（自1962年9月起）、王少岩（自1962年9月起）、史怀璧（自1963年11月起）
- 委员：刀京版、丁老五、寸树声、王少岩、王宇辉、王连芳、毛更甦、朱家璧、李光保、李景沆、李鸿祥、岳肖峡、金如柏、松谋、苟兴才、胡忠华、马继孔、侯良辅、秦基伟、徐彪南、徐嘉瑞、陈邦本、郭珠、梁虹、张子斋、张天放、曾恕怀、董仁明、杨德讲、刘华、刘林元、刘崇乐、赵钟奇、裴阿欠、熊秉信、潘朔端、郑刚、龙泽汇
- 秘书长：张子斋
- 副秘书长：唐登岷、陈大可、吴少默[1]:295

## 下设机构
截止1963年12月，云南省人民委员会共设有工作机构39个：:324
- 办公厅
- 直属机构：统计局、人事局、档案局、物资局、物价委员会、计量标准局、华侨事务处、参事室、外事处
- 办公机构：财粮贸办公室、文教办公室、农林办公室
- 工作部门：民政厅、公安厅、计划委员会、经济委员会、科学技术委员会、交通厅、农业厅、林业厅、农垦局、对外贸易局、重工厅、化学石油工业厅、轻工厅、手工业管理局、体育运动委员会、民族事务委员会、供销合作社、煤炭工业管理局、气象局、劳动局、文化局、教育厅、卫生厅、财政厅、粮食厅、商业厅